# Sopote
Sopote su naseljeno mjesto u Republici Hrvatskoj u Zagrebačkoj županiji. 

## Zemljopis
Administrativno su u sastavu općine Žumberak. Naselje se proteže na površini od 2,21 km².

## Stanovništvo
Prema popisu stanovništva iz 2001. godine u naselju Sopote živi 7 stanovnika i to u 3 kućanstva. Gustoća naseljenosti iznosi 3,17 st./km².
| broj stanovnika | 215   | 254   | 268   | 286   | 193   | 191   | 196   | 201   | 207   | 181   | 134   | 52    | 25    | 30    | 7     | 3     | 6     |
|                 | 1857. | 1869. | 1880. | 1890. | 1900. | 1910. | 1921. | 1931. | 1948. | 1953. | 1961. | 1971. | 1981. | 1991. | 2001. | 2011. | 2021. |